# Sigfrid Ericson

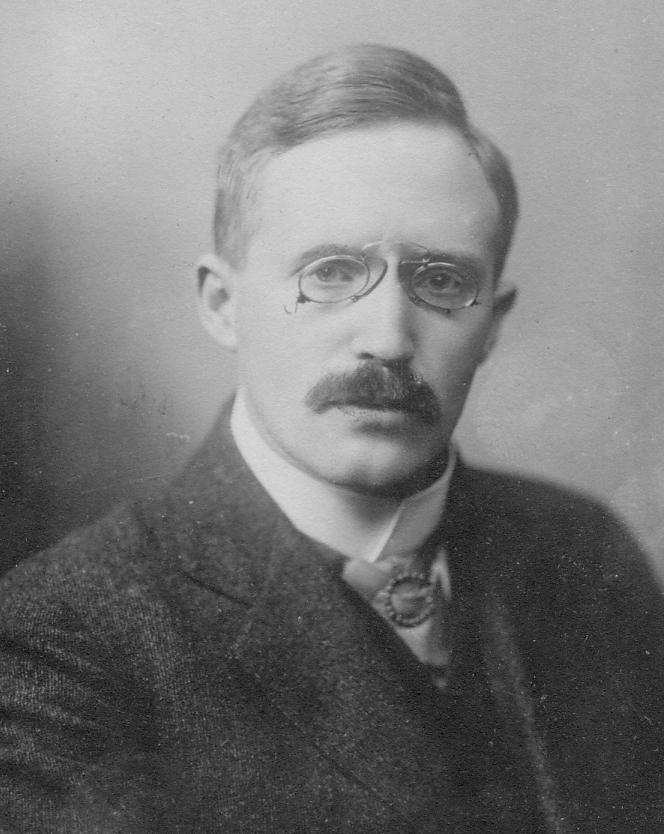
Sigfrid Ericson

Sigfrid Ericson, född 7 oktober 1879 på Nybro garveri i Fritsla i Västergötland, död 22 januari 1958 i Göteborg, var en svensk arkitekt och rektor för Slöjdföreningens skola 1913–1945. Ericsson kom att rita många kyrkor i Västsverige under sin livstid. Masthuggskyrkan och Göteborgs konstmuseum utgör hans mest kända verk.

## Biografi

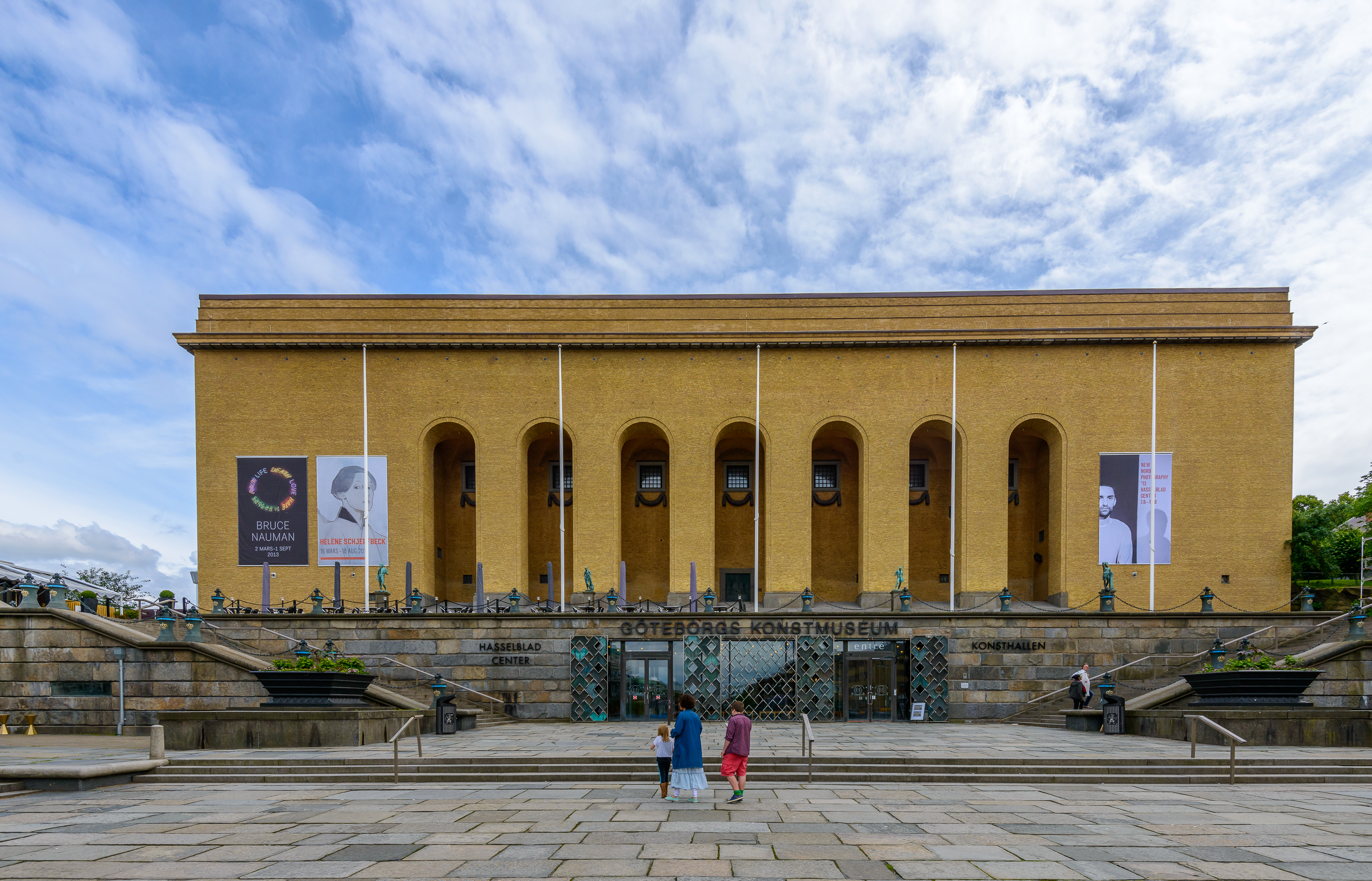
Konstmuseet i Göteborg

Ericson utexaminerades som arkitekt från Chalmers 1899 och Arkitekturskolan vid Kungliga Konsthögskolan 1902. Han var sedan arkitekt vid Byggnadsstyrelsen, lärare i byggnadsritning vid Chalmers 1903–1913, styrelseledamot i Röhsska konstslöjdmuseet, i Slöjdföreningens skola, i föreningen Konstfliten. 
Han var tillsammans med Arvid Bjerke huvudarkitekt för Jubileumsutställningen i Göteborg 1923 när till exempel Götaplatsen och Liseberg anlades och byggnader som Göteborgs konstmuseum och Göteborgs Konsthall byggdes. Hans första större uppdrag var att tillsammans med arkitekten Hans Hedlund rita fastigheten Haga Nygata 8, Robert Dicksons stiftelse "Slottet" som stod klart i september 1904.
Ericson var också arkitekten bakom ett antal kyrkobyggen och Masthuggskyrkan (1914) kan betecknas som hans definitiva genombrott inom svensk kyrkoarkitektur. Redan tidigare hade han gett upphov till kyrkor och kapell, varav Surte kyrka (1911) och Hunnebostrands kyrka (1911) hör till de mest enhetliga exemplen på hans produktion. Senare märks bland andra Skene kyrka (1917) och Nissaströms kyrka (1939-1940) och vidare S:t Matteus metodistkyrka vid Herkulesgatan 28 på Hisingen (invigd 16 september 1923), Brämaregårdens kapell (oktober 1925) och Johannebergskyrkan (13 oktober 1940). Till hans övriga produktion av nybyggda kyrkor hör Lyse (1911-1912), Missionskyrkan Jonsered (1912), Jörlanda (1926), Träslövsläge (1926-1927), Flatö (1928), Hönö (1933-1934), Svenasjö (1934) och Kinnarumma (1940) kyrkor. Kyrkorna i Skene, Nissaström, Kinnarumma och Jörlanda utgör en grupp som Ericson ritade med samma formspråk. Dessa kyrkor har långhus och torn och kan ge intryck av att de är ombyggda medeltidskyrkor. Man har använt naturmaterial och influenser från tidigare århundraden – främst 1700-talet. Fasaderna är vitputsade. De tre första har rikt utformade tornspiror.
Han deltog också i restaurations- och renoveringsarbeten såsom 1903–1904 och 1952 i Breareds kyrka i Simlångsdalen och Fåglaviks kapell (1954-1955) i Fåglavik.
I Simlångsdalen anlade han också för sitt och hustruns eget bruk den privata trädgårdsanläggningen Vargaslätten med byggnad i nationalromantisk stil.
Ericson var tillsammans med Sigurd Erixon och Fredrik Ström initiativtagare till bildandet av Breareds kulturhistoriska förening år 1938.
Ericson fick mottaga Göteborgs stads förtjänsttecken den 4 juni 1948, med följande motivering: 
"Masthuggskyrkan, Konstmuseet, Kommunala mellanskolan och Johannebergskyrkan är vackra vittnesbörd om Sigfrid Ericsons framstående insatser inom 1900-talets arkitektur. Han var med och utformade jubileumsutställningen 1923. Götaplatsen bär i hög grad hans signatur. Som rektor för Slöjdföreningens skola har han dessutom utfört en betydande gärning för konsthantverkets och den goda smakens höjande. Sigfrid Ericson, Ni kan se tillbaka på ett verksamt liv fullt av betydelsefulla gärningar."
År 1950 utnämndes Ericson till hedersdoktor vid Göteborgs högskola.

## Bibliografi

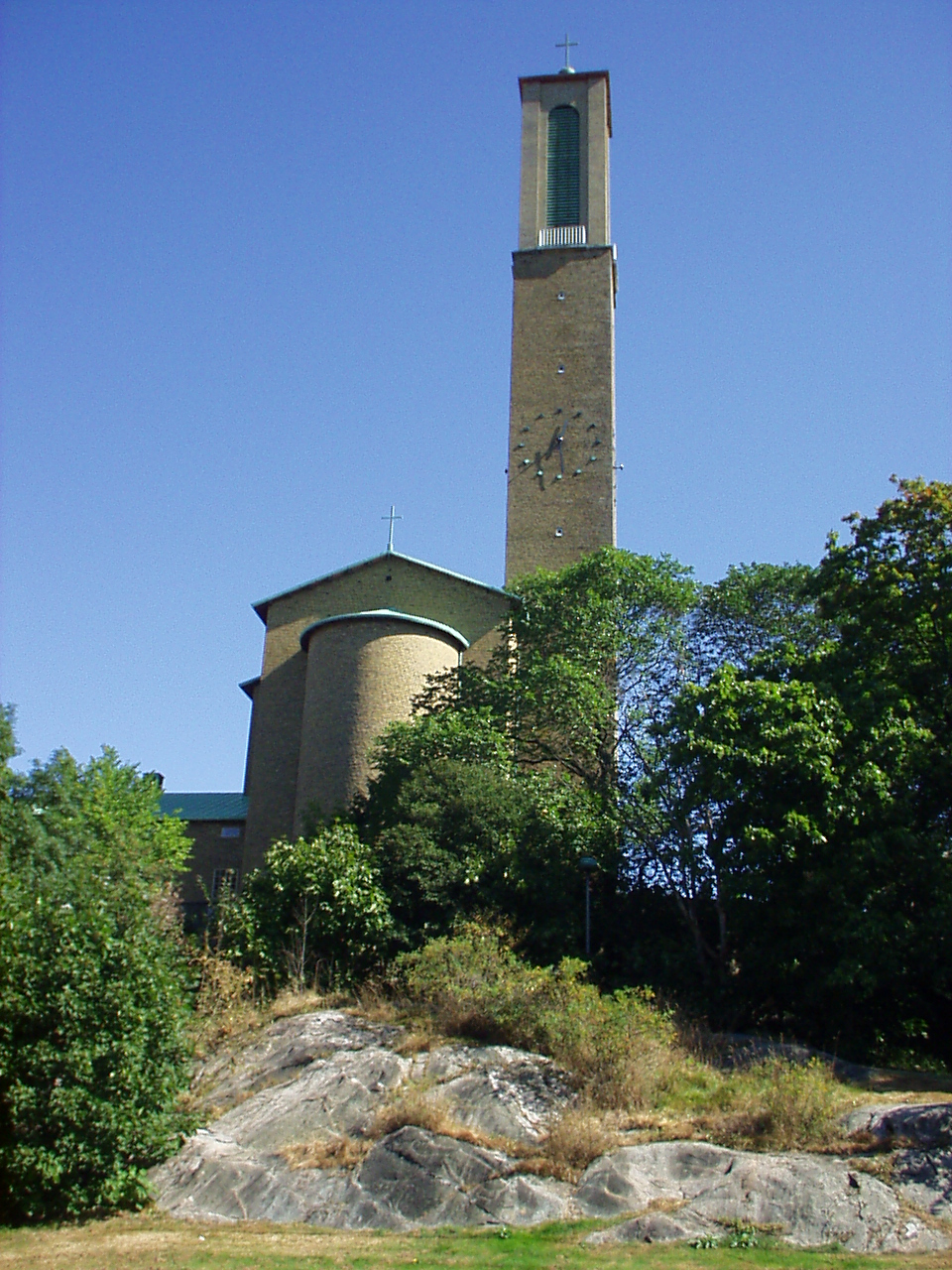
Johannebergskyrkan

## Familj
Sigfrid Ericson var son till fabrikör Andreas Ericson och Ida, född Larsson. Han gifte sig först den 8 maj 1903 med Dagmar Ottilia Josefson (född 28 mars 1876, död 2 juli 1945), dotterdotter till Gustav Leonard Dahl, men paret skildes efter några år. Han gifte sedan om sig den 11 maj 1911 med Ruth Debora Josefson (född 7 november 1885, död 16 juni 1953), som var syster till första hustrun. Han gifte sig för tredje gången den 2 november 1954 med Karna Asker (1897–1989). Sigfrid Ericson är begravd på Breareds kyrkogård.

## Bilder av några verk

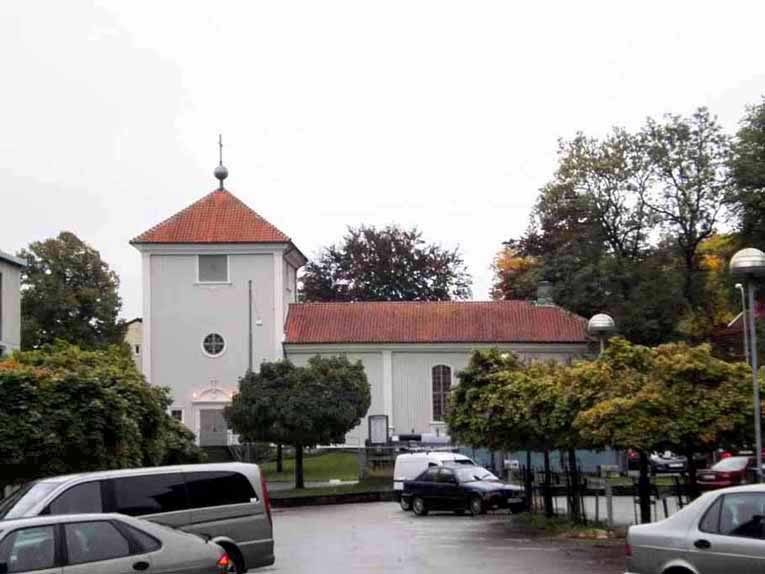
Brämaregårdens kyrka
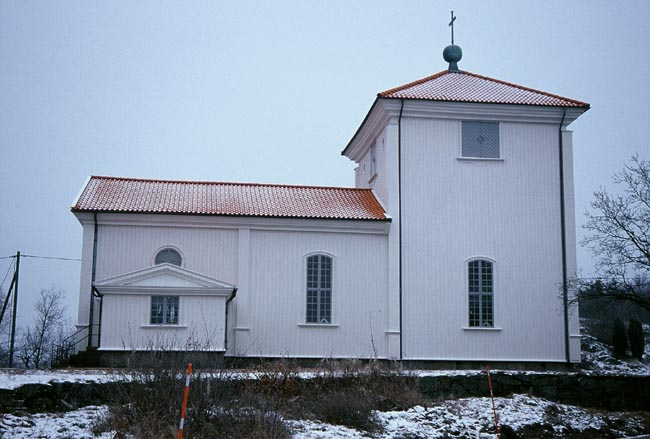
Flatö kyrka
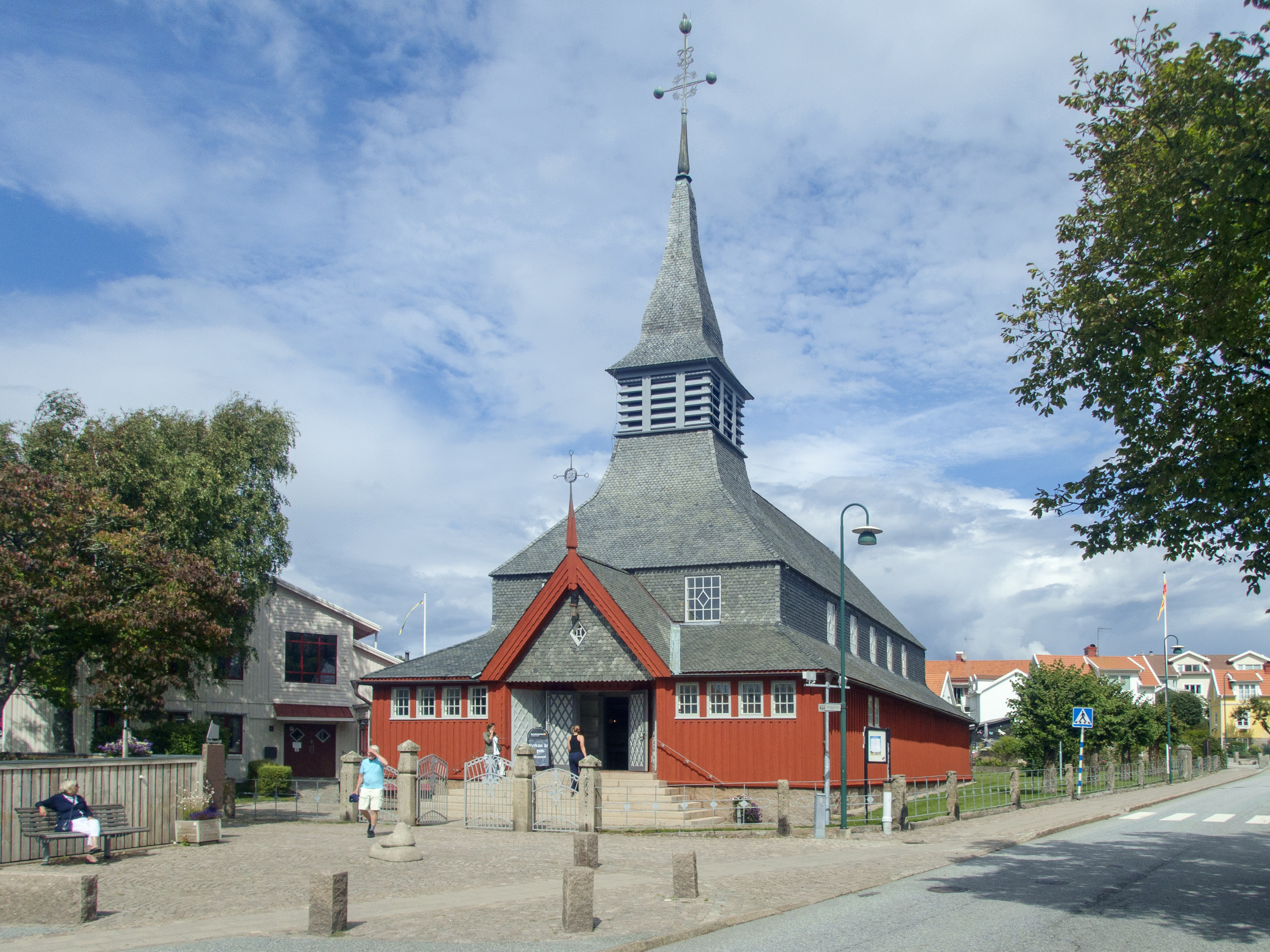
Hunnebostrands kyrka
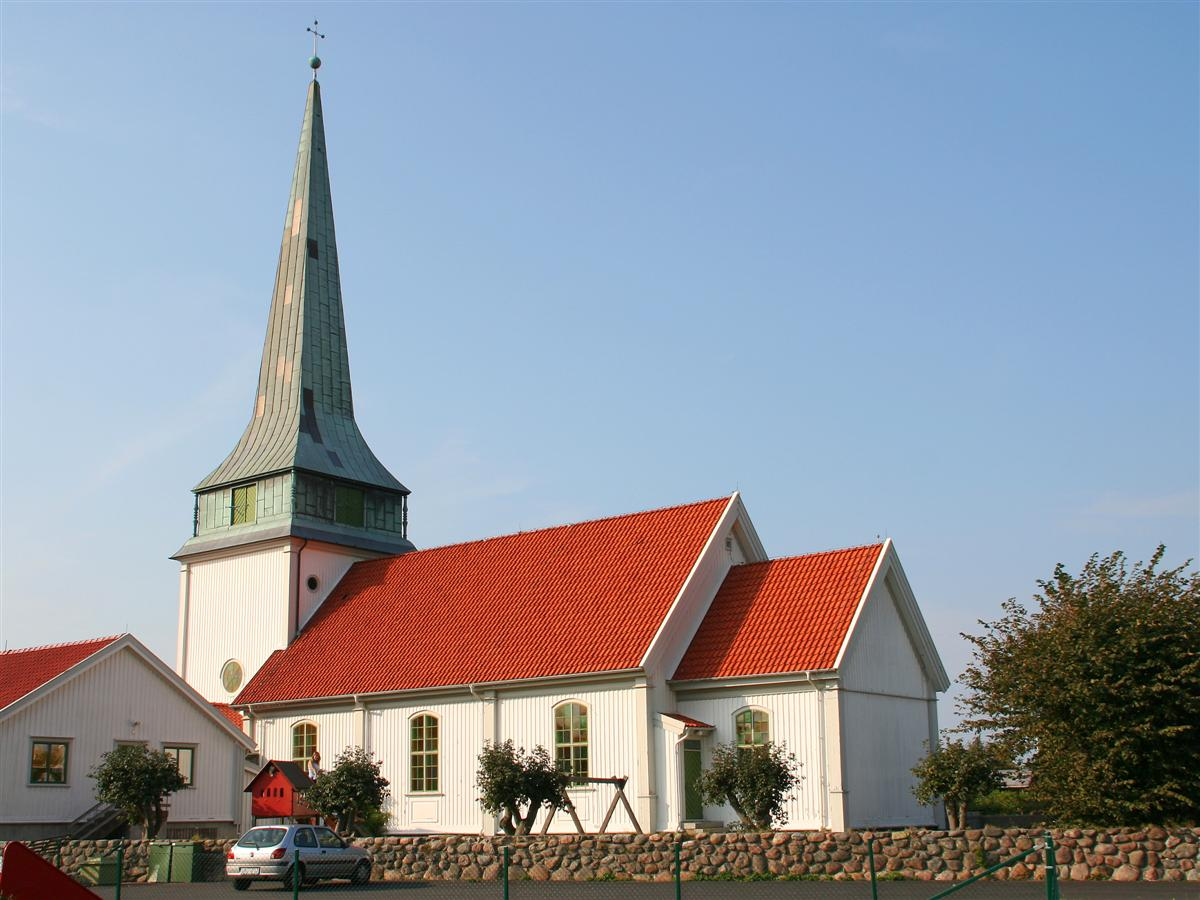
Hönö kyrka
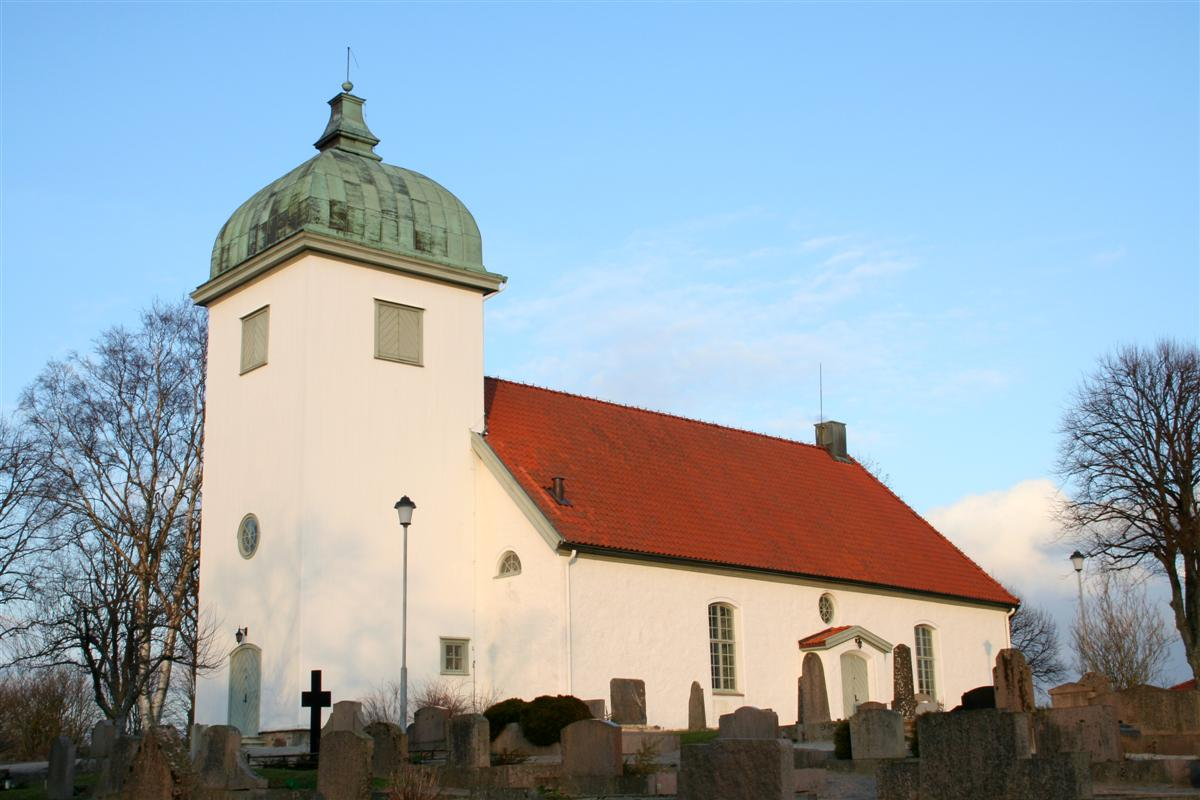
Jörlanda kyrka
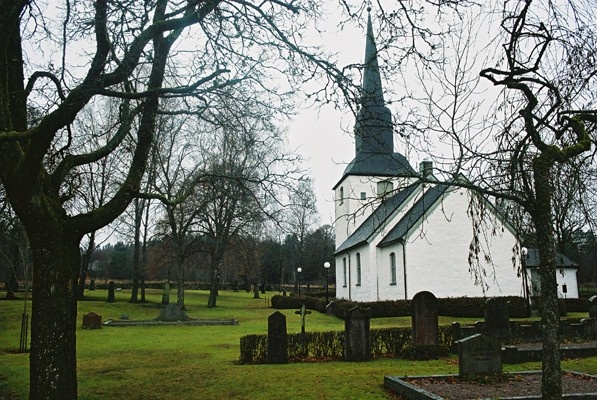
Kinnarumma kyrka
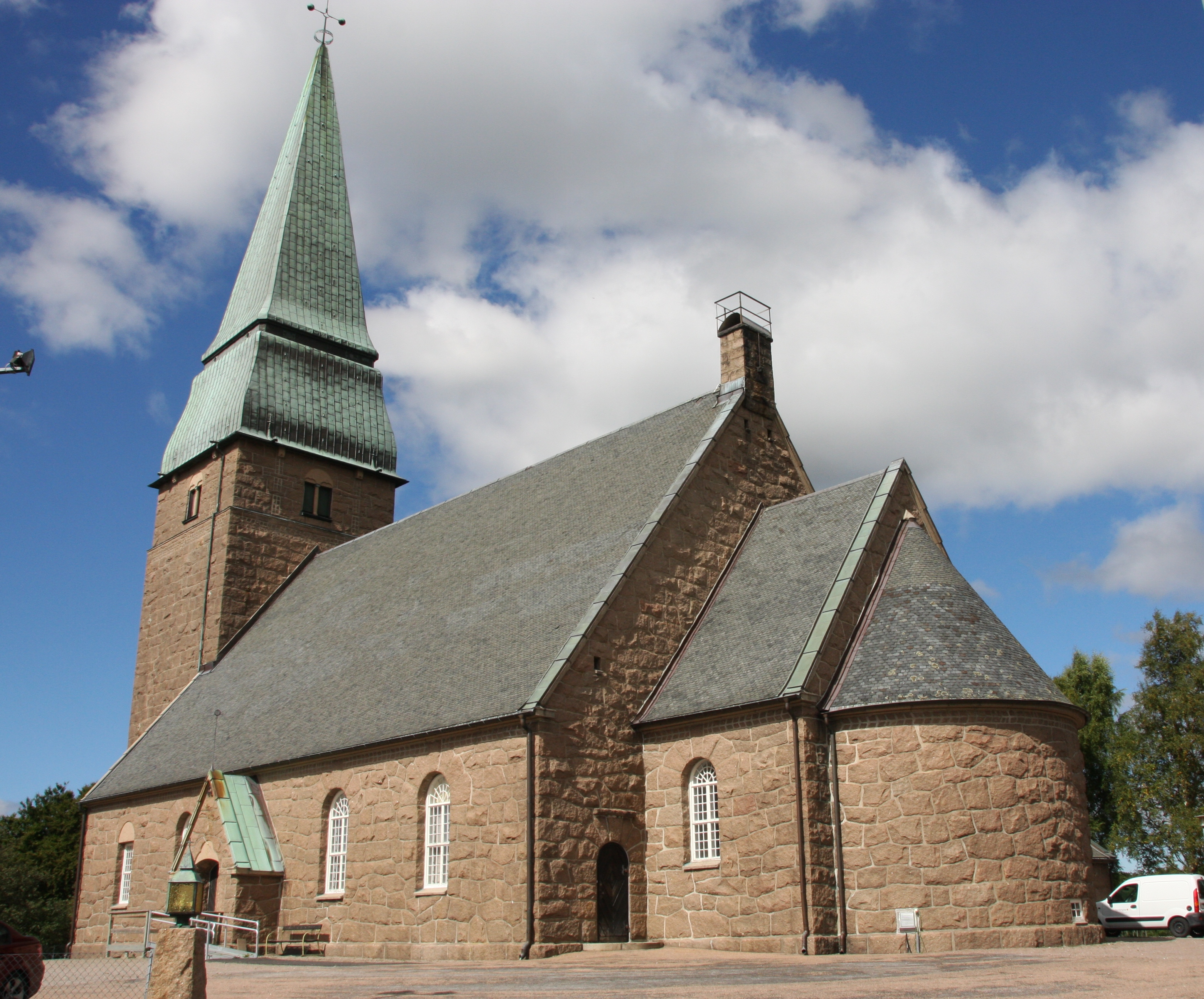
Lyse kyrka
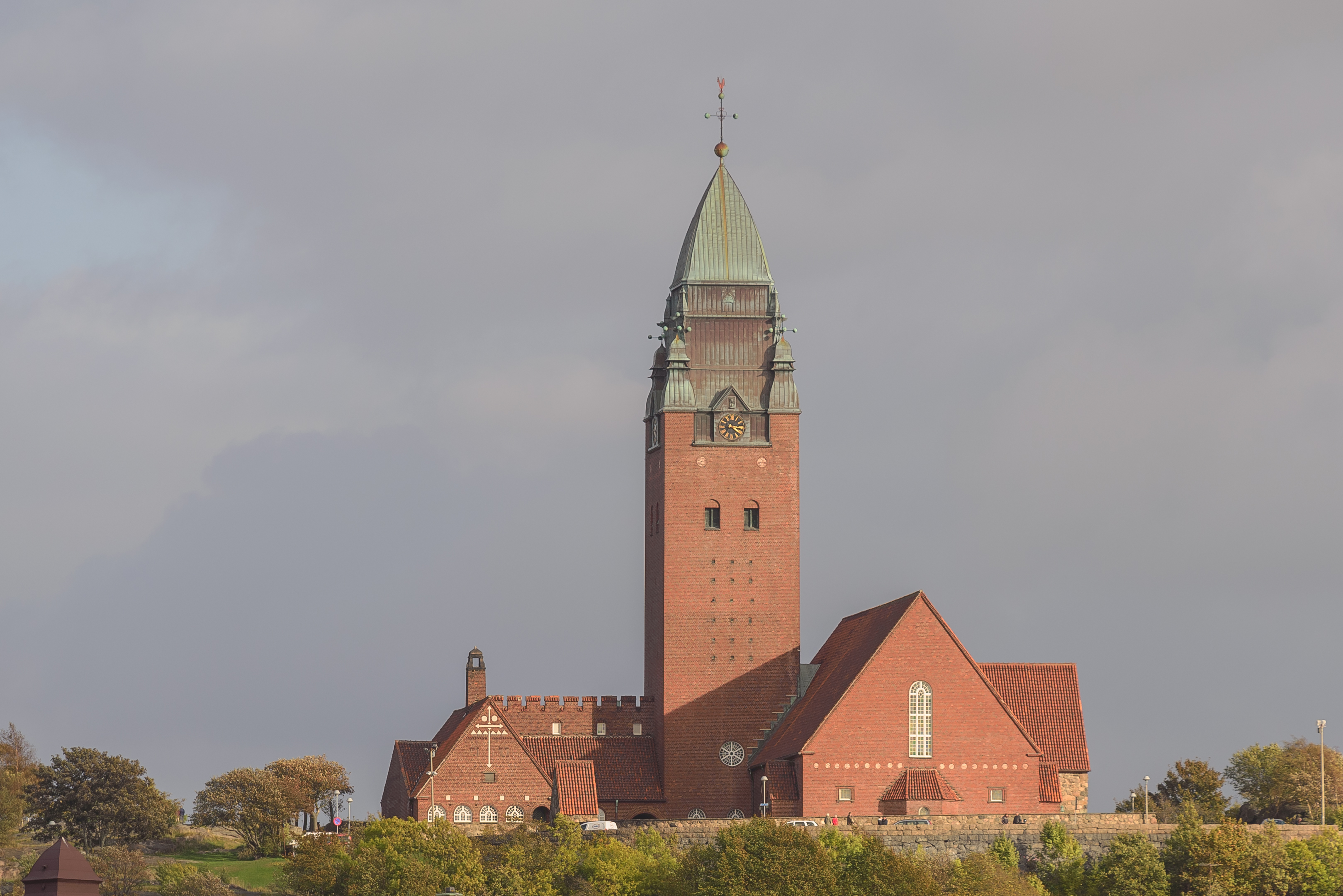
Masthuggskyrkan i Göteborg
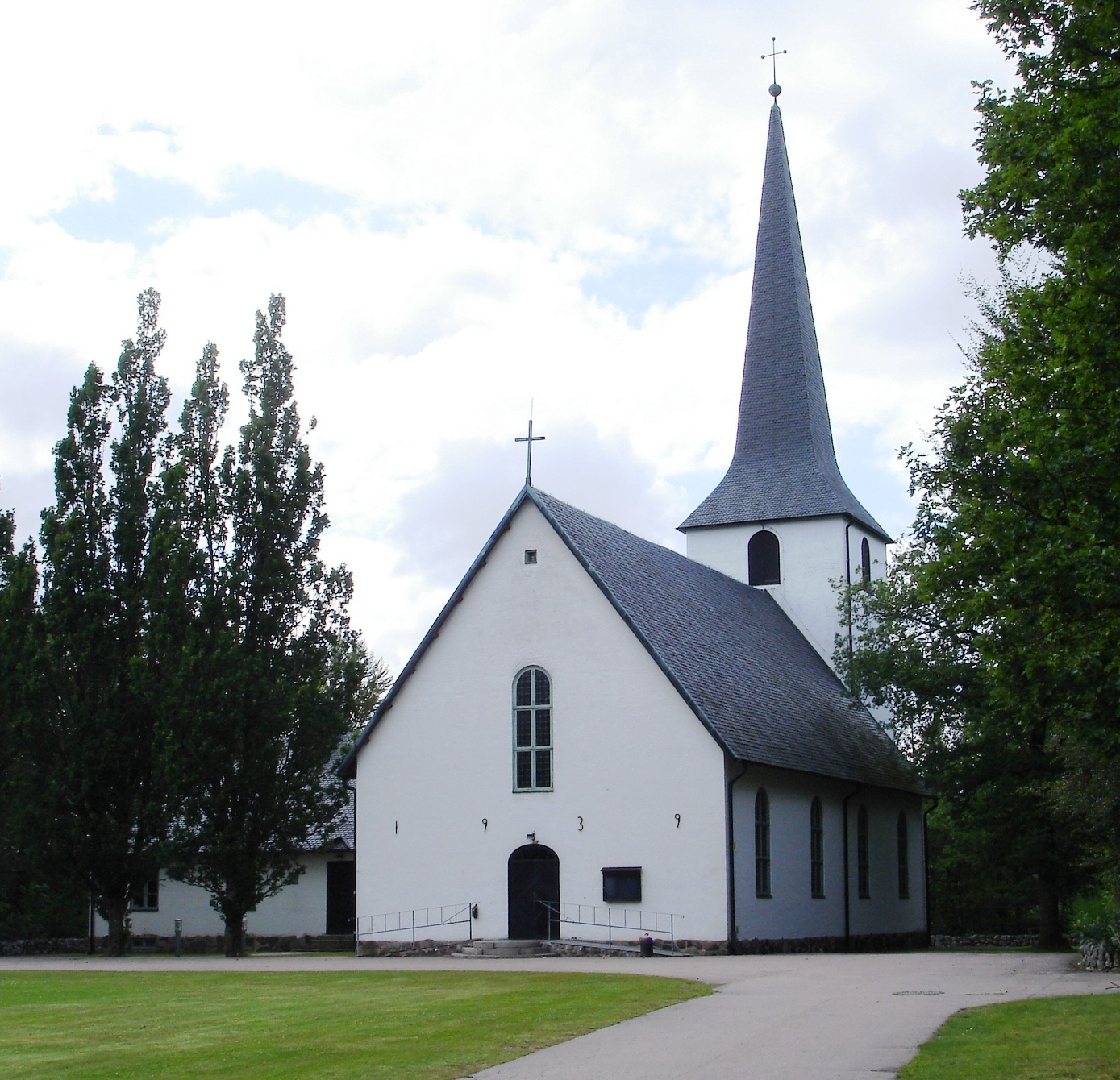
Nissaströms kyrka
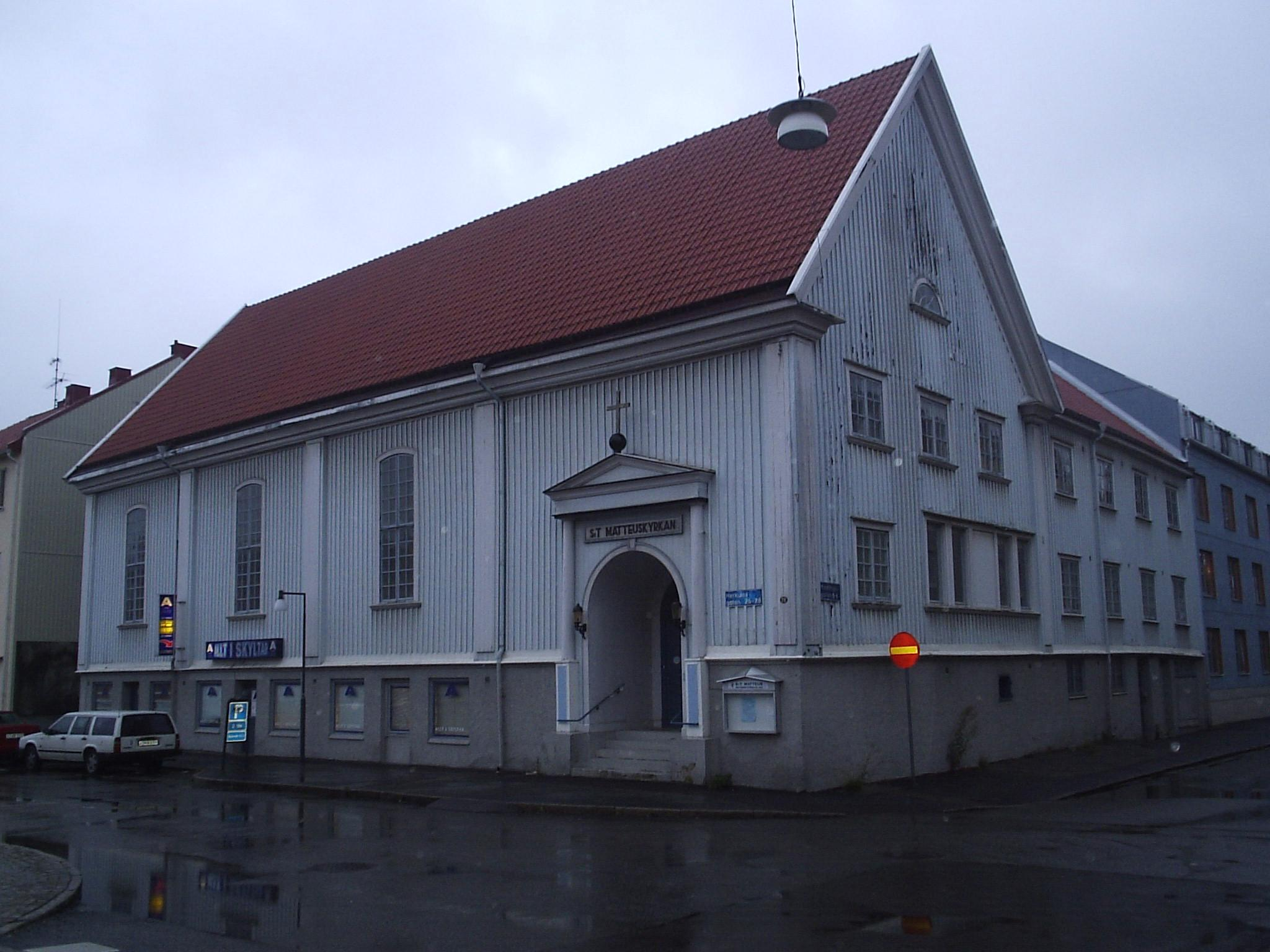
S:t Matteus metodistkyrka i Göteborg
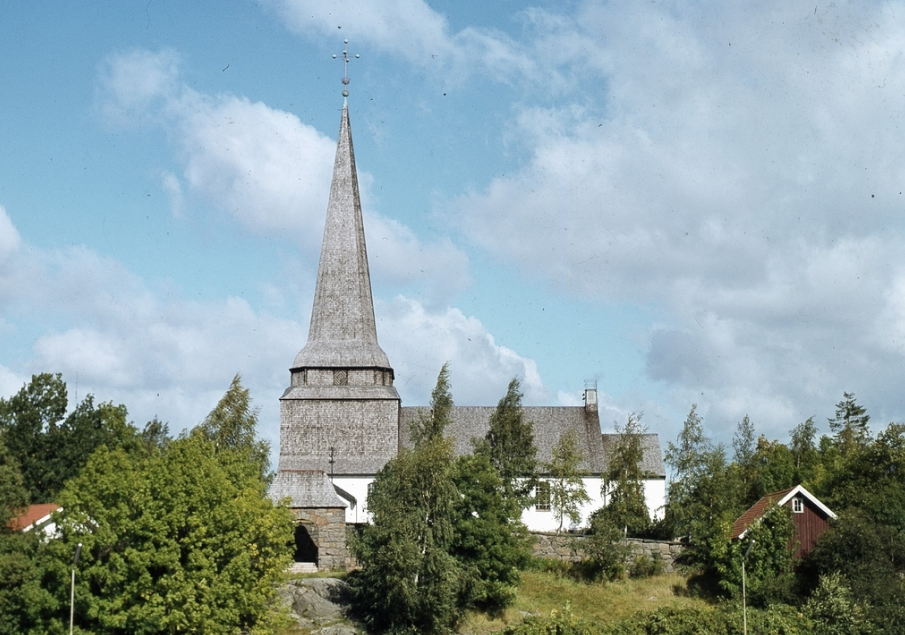
Skene kyrka
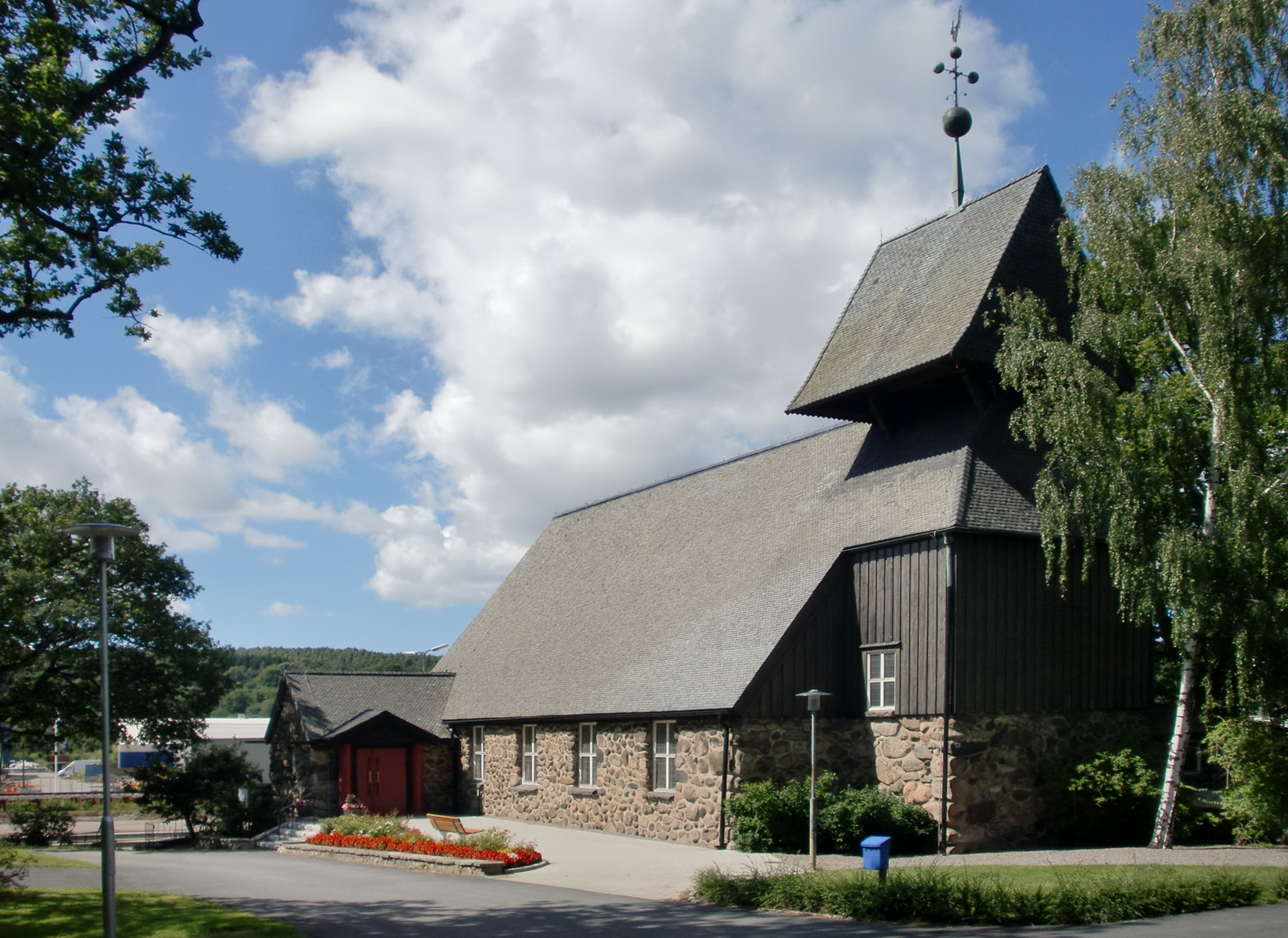
Surte kyrka
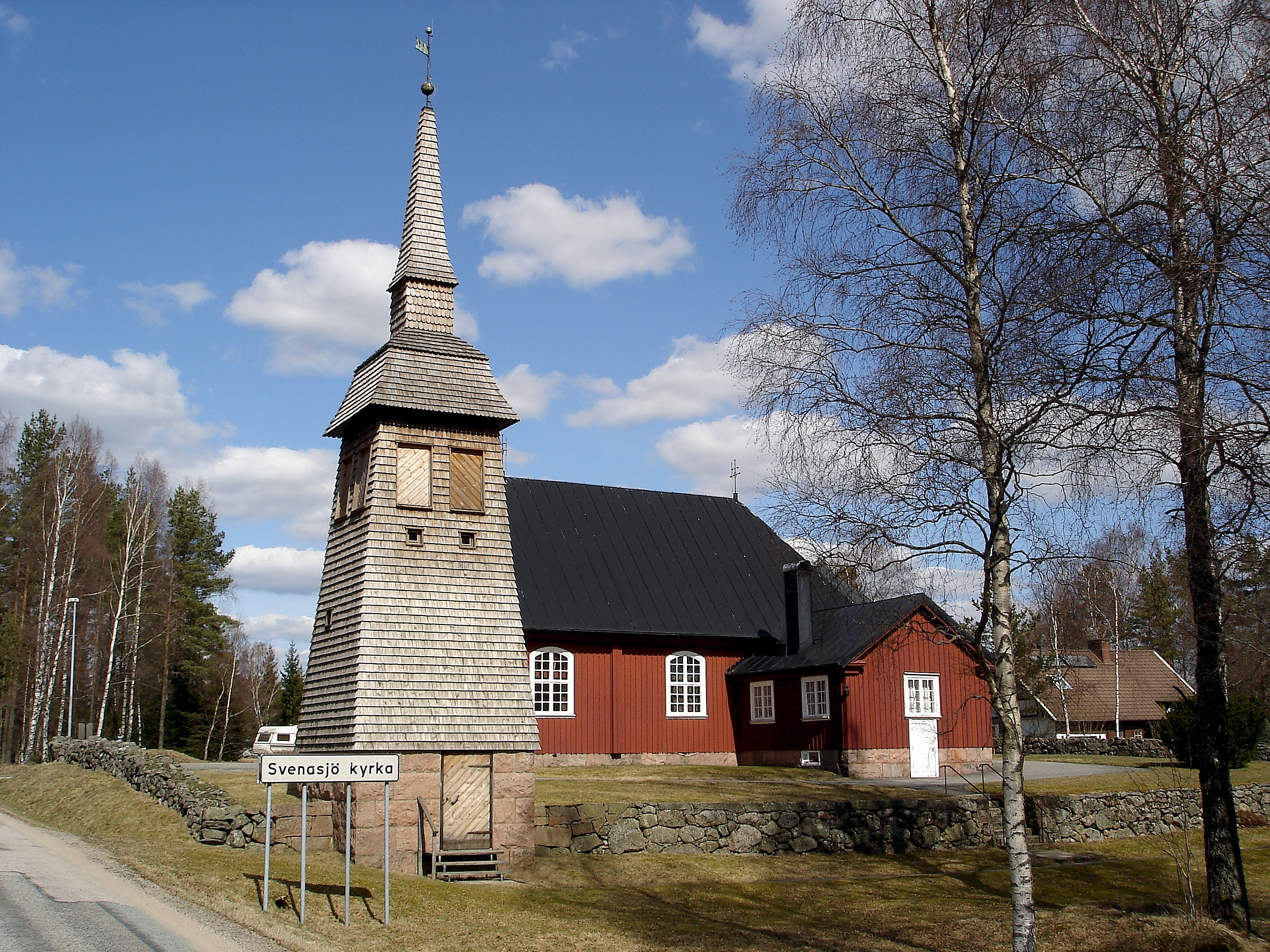
Svenasjö kapell
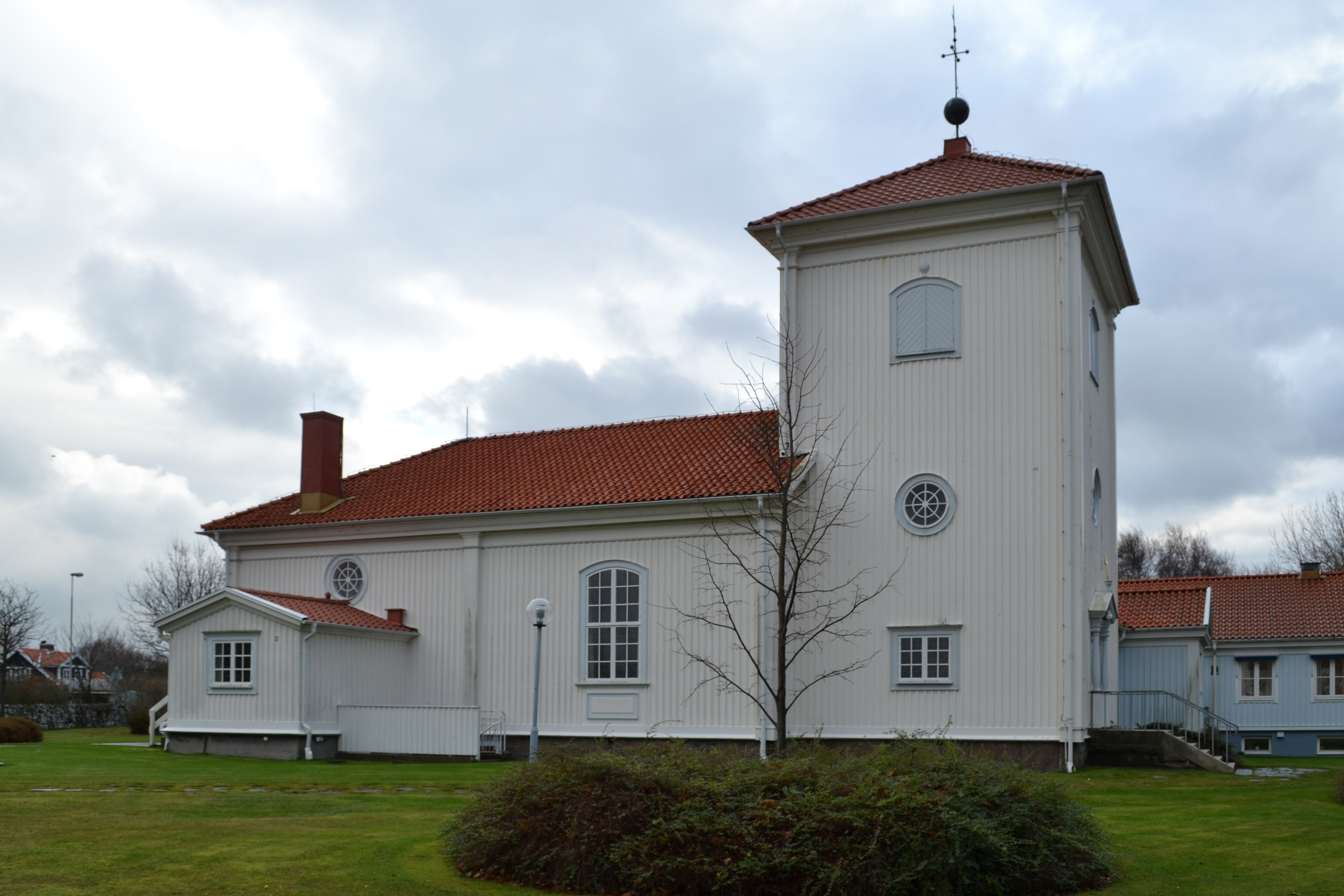
Träslövsläge kyrka